# Aktivloven
Aktivloven, formelt Lov om aktiv socialpolitik er en dansk lov, der fungerer som hovedlov indenfor den del af socialpolitikken, der omhandler hjælp til forsørgelse. Loven beskæftiger sig således med kontanthjælp, aktivering, revalidering, fleksjob, skånejob m.v. 
Formålet med loven er dels at forebygge, at personer på kanten af arbejdsmarkedet får brug for det offentliges hjælp til forsørgelse samt at sikre, at de, der ikke har andre forsørgelsesmuligheder har et økonomisk sikkerhedsnet. Loven har således selvforsøgelse som sit hovedmål. Aktivloven indeholder den såkaldte 300-timers-regel, der gælder for ægtepar på kontanthjælp.
Aktivloven trådte i kraft i 1998 og erstattede bl.a. Bistandsloven og Lov om kommunal aktivering. Dele af den tidligere lovgivning i højere grad var baseret på passiv forsørgelse. 